# Quando gli elefanti volavano
Quando gli elefanti volavano (Operation Dumbo Drop) è un film del 1995 diretto da Simon Wincer.
Basato su una storia vera accaduta al MAJ Jim Morris e che coinvolse le Special forces degli Stati Uniti nel 1968, nel minuscolo villaggio sudvietnamita di Dak Nhe.

## Trama
Guerra del Vietnam: l'esercito vietcong uccide l'elefante sacro di un villaggio che funge da base per gli americani. Il capitano dei Berretti Verdi Sam Cahllin organizza una squadra per recuperare un altro elefante. Trovato l'elefante con tanto di guidatore (un ragazzino orfano di nome Linh) il pachiderma comincia il viaggio per la sua destinazione. Il tragitto avviene in maniera rocambolesca prima in aereo (con l'elefante che si sveglia e si rischia di precipitare), poi su un camion, su un traghetto sino a rubare un altro aereo per far paracadutare l'elefante nel villaggio stesso.